# Виноградов, Алексей Сергеевич
Алексей Сергеевич Виноградов (1900—1977) — генерал-майор Советской Армии, участник Гражданской, советско-финской и Великой Отечественной войн.

## Биография

Могила Виноградова на Лукьяновском военном кладбище Киева.

Алексей Виноградов родился 3 октября 1900 года в городе Иваново-Вознесенске (ныне — Иваново). В 1919 году он пошёл на службу в Рабоче-крестьянскую Красную Армию. Участвовал в боях Гражданской войны. В 1924 году Виноградов был уволен в запас. Работал на партийных должностях. В 1932 году Виноградов окончил комвуз и повторно был призван на службу в Красную Армию. Участвовал в советско-финской войне.
В начальный период Великой Отечественной войны полковой комиссар Алексей Виноградов служил военным комиссаром сначала 40-й авиационной дивизии, затем 2-й резервной авиационной бригады. К 1942 году он занимал должность военного комиссара 1-й истребительной авиационной армии Ставки Верховного Главнокомандующего. Занимался партийно-политической работой во всех частях армии.
17 сентября 1942 года Виноградов был назначен на должность военного комиссара 16-й воздушной армии. 9 октября 1942 года ему было присвоено воинское звание подполковника, 5 декабря того же года — полковника, а 1 мая 1943 года — генерал-майора авиации. Позднее Виноградов стал заместителем по политической части командующего 16-й воздушной армии и оставался на этой должности до самого конца войны
В качестве армейского замполита Виноградов принимал участие в Сталинградской и Курской битвах (Сталинградский, Донской, Центральный фронта), боях на Белорусском и 1-м Белорусском фронтах, в том числе освобождении Белорусской ССР, Польши, боях на территории Германии. Конец войны Виноградов вместе со своей армией встретил на Эльбе.
После окончания войны Виноградов продолжил службу в Советской Армии. После увольнения в запас он проживал в Киеве. Умер 9 августа 1977 года, похоронен на Лукьяновском военном кладбище Киева. На могиле Виноградова установлен его бюст.

### Награды
Алексей Сергеевич был награждён орденом Ленина, тремя орденами Красного Знамени, двумя орденами Кутузова 2-й степени, орденами Отечественной войны 1-й степени и Красной Звезды, медалями «За оборону Москвы», «За оборону Ленинграда», «За оборону Сталинграда» и рядом других медалей.